# Attacco incendiario di Coatzacoalcos
L'attacco incendiario di Coatzacoalcos o massacro, è stato un attacco terroristico del Cartello di Jalisco Nuova Generazione avvenuto il 27 agosto 2019 a Coatzacoalcos nello stato di Veracruz in Messico. Un commando del cartello messicano ha attaccato la discoteca "Caballo Blanco" con bombe incendiarie, bombe Molotov e fucili d'assalto provocando 30 morti e 13 feriti.
Si tratta di uno dei più gravi episodi di criminalità nella storia recente del Messico e il secondo più grave attacco terroristico dall'inizio della presidenza di Andrés Manuel López Obrador il 1º dicembre 2018, dopo l'esplosione dell'oleodotto a Tlahuelilpan il 18 gennaio.

## Retroscena
Dal 2016 la situazione riguardo alla guerra messicana della droga, in atto dal 2006, è peggiorata. All'inizio di agosto 2019 19 corpi mutilati sono stati scoperti a Uruapan nel Messico centrale. Più in generale, solo nel 2018 il conflitto aveva causato 35 000 omicidi. Nel mese di agosto 2019 il bilancio aveva già superato le 20 000 unità, vale a dire una media di una vittima ogni quarto d'ora.
Lo stato di Veracruz è uno di quelli più colpiti dalla violenza dei narcotrafficanti, poiché è uno degli stati che portano al commercio diretto con gli Stati Uniti d'America. Il 24 agosto, tre giorni prima del massacro, un giornalista è stato assassinato. Il Cartello di Jalisco Nuova Generazione ne è stato riconosciuto responsabile. Quel cartello si occupa principalmente della tratta della marijuana e oppio, ma anche di prodotti agricoli e commette furti, estorsioni e rapimenti. Si tratta di uno dei più violenti cartelli messicani; firma i suoi crimini e sfila per le strade per sfidare le autorità. Inoltre è in diretta concorrenza con un altro gruppo di trafficanti di droga altrettanto violento che opera nel Veracruz, Los Zetas. Lo stato di Veracruz aveva già vissuto un altro massacro in un bar a inizio 2019, quando uomini pesantemente armati spararono in un ristorante di Minatitlán, uccidendo 14 persone tra cui un bambino. Nel caso particolare di Coatzacoalcos, i cimiteri della città sono passati dal seppellire da 1 a 2 vittime al giorno per morti violente a una media dal 2018 di 11.

## Eventi
La notte del 27 agosto 2019 alle ore 22:00, ora locale, 8 uomini armati bloccarono l'uscita di emergenza della discoteca Caballo Blanco di Coatzacoalcos, per poi entrare nel locale e aprire il fuoco. Gli attentatori gettarono benzina e la incendiarono lanciando bombe Molotov.
Durante l'attacco, secondo quanto riferito da testimoni, gli attentatori avrebbero rapito il proprietario della discoteca.

## Vittime
| Nazionalità | Morti | Feriti | Note  |
| ----------- | ----- | ------ | ----- |
| Messico     | 28    | 13     | [ 4 ] |
| Filippine   | 2     | 0      | [ 5 ] |

Dopo l'attacco il bilancio era di 26 morti. Il 31 agosto esso era salito a 30. Tra le vittime ci furono anche due marinai filippini.

## Reazioni
Il governatore di Veracruz Cuitláhuac García Jiménez promise su Twitter che l'attacco non sarebbe rimasto impunito. Indicò che uno degli attentatori era stato arrestato a luglio prima di essere rilasciato 48 ore dopo dalla procura locale, cosa che però il pubblico ministero negò. Attaccò la giustizia del suo stato, che lo avrebbe rilasciato senza nemmeno averlo interrogato sulle sue attività. Un alto funzionario confermò queste affermazioni parlando di "evidente corruzione" delle autorità giudiziarie locali.

### Cittadini
Il 28 agosto la Commissione Nazionale per i Diritti Umani (CNDH) condannò l'attacco. In una dichiarazione, chiese al governo di prestare maggiore attenzione alle famiglie delle vittime. Nella dichiarazione, chiese di "un'indagine efficace e completa per trovare i responsabili, portarli di fronte alla giustizia e dare loro la punizione che giuridicamente convenga, in modo che questo caso non resti impunito".
Il 28 agosto, la Commissione permanente del Congresso dell'Unione condannò l'attacco e dichiarò un minuto di silenzio. Gli esponenti di tutti i partiti politici manifestarono la loro solidarietà alle famiglie delle vittime condannando l'attacco e chiedendo maggiori controlli per la sicurezza pubblica.
Il presidente Andrés Manuel López Obrador denunciò durante una conferenza stampa l'attacco "disumano", evocando un regolamento di conti in un contesto di corruzione.